# 兜鞘垂头菊
兜鞘垂头菊（学名：Cremanthodium cucullatum）为菊科垂头菊属的植物，为中国的特有植物。分布在中国大陆的云南等地，生长于海拔3,500米的地区，常生长在山坡草地，目前尚未由人工引种栽培。